# Dendrophthoe gibbosa
Dendrophthoe gibbosa là một loài thực vật có hoa trong họ Loranthaceae. Loài này được (Talbot) Razi mô tả khoa học đầu tiên năm 1958.